# 李從茂 (朝鮮勞動黨員)
李從茂（韓語：리종무，1949年2月16日—），北韓政治人物，任職體育部部長、朝鮮民主主義人民共和國奧林匹克委員會委員長及最高人民會議代議員。

## 生平
外間對李從茂事跡所知不多，資料對其記載始於1997年。當年，出生於軍旅的他被升為少將。1998年，他在最高人民會議選舉中當選為代議員。此後，在2003年和2009年的選舉中兩度連任代議員。
2011年，李從茂出任該國足球協會主席之位。翌年，晉升為中將，又被任命為體育部部長以及朝鮮勞動黨中央委員會體育指導委員會委員，負責統領北韓的體育政策。2013年，成為北韓奧林匹克委員會的委員長。在之後的一年，他第四次當選為最高人民會議的代議員。

## 資料來源
1. 1 2 3 4 5  .   [2014-03-24]. （原始内容存档于2016-03-04）.
2. ↑  "장성택 숙청'에 따른 북한체육 전망은? " 的存檔，存档日期2014-03-24. 《首爾體育》 2013 12 12